# 미생 (만화)
미생(未生)은 윤태호가 다음의 <만화 속 세상>에 연재한 만화이다. 바둑을 소재로 다룬 작품으로, 바둑이 갖고 있는 특성을 절묘하게 직장인의 삶에 빗대어 인기를 끌었고 책으로도 발간되었다. 독자들은 이 만화를 통해 '나는 과연 열정적으로 살고 있는가'라고 자신을 되돌아보고, '나만 힘든 게 아니구나'라고 위로받으며 주인공 장그래에게는 물론 스스로에게도 응원을 보내었다.

## 줄거리

### 1부
열한 살에 한국기원 연구생으로 들어가 프로기사만을 목표로 살아가던 청년 장그래가 입단에 실패하고 ‘회사’라는 전혀 새로운 세계에 들어서면서 시작된다. 작가는 다양한 업무가 숨 돌릴 틈 없이 바쁘게 돌아가는 종합상사의 인턴사원으로 장그래를 밀어 넣었다.
검정고시 출신 고졸에 취미도 특기도 없지만 신중함과 통찰력, 따뜻함을 지닌 장그래는 합리적이고 배려심 깊은 상사들을 만나 일을 배워가고, 한 편의 드라마 같은 입사 P·T 시험을 거쳐 계약직이지만 정식 사원증을 목에 건다.

### 2부
장그래는 계약직의 계약 기간이 종료되자 정식 채용에는 실패했다. 하지만 같은 부서에서 일하고 있던 김부련 차장이 회사를 퇴직하면서 스스로 창업했고 장그래는 같이 퇴사한 오상식 차장의 추천에 의해 김부련이 차린 회사에 재입사했다.
1부에서는 장그래 개인이 회사에서 살아남기 위해 도전하는 미생이지만 2부에서는 장그래를 비롯한 새로운 회사의 구성원 전체가 살아남기 위해 도전하는 미생이다.

## 등장인물
- 장그래

주인공. 어렸을 때 프로바둑기사가 되기 위해 바둑에 매진했으나 결국 프로기사 입단에 실패했다. 그래서 다른 길을 찾기 위해 동분서주하다가 후견인의 권유로 원 인터네셔널에 인턴사원으로 입사했다. 비록 바둑은 그만두었으나 매사를 바둑과 연관지어 생각한다. 2부에서는 원 인터네셔널에서 퇴사한 직원끼리 모여 만든 온길 인터네셔널의 평사원이 된다. 아직 살아있지 못한 자.
- 김부련

영업팀 부장. 나중에 원 인터네셔널에서 퇴사한 후 온길 인터네셔널을 창업해 사장이 된다. 원 인터네셔널에서의 부하들 중 일부를 영입해 부하 직원으로 고용하고 있다.
- 김동수

김부련의 입사 선배이지만 후배인 김부련에 밀려 부장 진급에는 실패하고 퇴사했다. 이후 자영업 등으로 전전하다가 김부련의 부름을 받고 온길 인터네셔널의 전무가 된다. 능력은 뛰어나지만 업무방식이 별로 좋지 못한 탓에 영업 등의 거래처와 관련된 업무를 담당할 수 없다. 김부련보다 선배임에도 불구하고 1부에서는 일절 언금조차 되지 않은 것으로 미루어보아 원 인터네셔널에는 장그래가 입사하기 전에 퇴사한 것으로 여겨진다.
- 오상식

영업 3팀장. 속칭 돌격대장. 업무에 찌들대로 찌든 이 시대의 직장인의 모습이 아주 노골적으로 묘사되어 있다. 눈은 항상 충혈돼 있고 사력을 다한 결과 과장에서 차장까지 진급했다. 합리적인 사고방식의 소유자. 2부에서는 원 인터네셔널에서 퇴사한 직원끼리 모여 만든 온길 인터네셔널의 부장이 된다.
- 김동식

영업 3팀 대리로, 장그래의 사수. 사람이나 분위기를 파악하는 감이 좋다. 2부에서는 원 인터네셔널에서 퇴사한 직원끼리 모여 만든 온길 인터네셔널의 과장이 된다.
- 조아영

온길 인터네셔널 직원 중 유일하게 원 인터네셔널과는 일절 상관이 없는 직원. 김부련이 온길 인터네셔널을 창업할 때 외부에서 고용한 경리이다. 2부의 히로인이다. 작가 윤태호 화백은 2부에서 장그래의 결혼도 주제로 다룬다는 말을 했는데 그러한 윤태호 화백의 말에 의하면 장그래의 아내가 될 가능성 0순위의 인물이다.
- 안영이

단호하고, 풍부하고, 견고하게 자신을 관리한다. 모든 부분에서 완벽한 실력자. 1부의 히로인이다.
- 한석율

오로지 현장만을 중요시하는 나머지 사무직을 무시하는 경향이 있다.
- 고 과장

영업1팀 팀장. 외국 바이어를 접대하다 큰 실수를 저질렀다. 이를 스티브 한이 잘 무마시켰지만 고집을 꺾지 못해 트러블을 일으키고 만다.
- 스티브 한

부장 대우. 미국현지 섬유팀장. 중학교 졸업 직후 온가족이 미국으로 이민을 갔다. 이후 여러 현장을 돌다가 아예 부장으로 경력직 입사한 인재. 미국식 사고방식을 지니고 있으며 쓸데없이 많으면서 효율성은 떨어지는 국내 기업의 업무방식에 엄청난 불만을 품고 있다. 꼭 필요한 것만 최선을 다해 일할 것을 요구한다.
- 선지영

여자로서 차장까지 오른 인물로 그에 걸맞게 강단이 매우 세다. 맞벌이 부부라 아이를 어린이집에 맡기고 있다.
- 장백기

철강팀 소속. 뭐 하나 나무랄 것 없는 좋은 학교, 스펙, 친화력, 무난한 PT 면접으로 손쉽게 정사원으로 입사한다. 경제를 전공했고 국제무역사 자격증을 가지고 있어 업무용어에 능하다.
- 박 대리

IT영업부. 모두를 만족시키고 싶어한다. 우유부단한 편이며 얕보이기 쉬운 인물이다.
- 김석호

고 과장이 이끄는 영업 1팀의 인턴. 꼼꼼한 성격으로 번역에 통역까지 능통. 갓난아이를 둔 신혼임에도 자주 야근하며 열심히 일한다. 장그래의 자리에서 딱풀을 빌려 부주의하게 풀칠을 하다가 장그래가 파쇄할 서류를 로비에 흘리는 바람에 장그래에게 본의 아니게 폐를 끼친 적이 있다. 합격 후 바로 본사로 발령을 받고 이후에 딱 한 번 등장한다.
- 박종식

2008년 철강 5팀 소속으로 요르단과의 일억 이천만불 규모의 수출계약을 체결했다. 하지만 거만한 태도로 성격이 변하면서 영업 3팀으로 부서를 옮기게 되었다. 시종일관 거만한 꺼림직한 태도로 일관하다 이를 수상히 여긴 오상식 과장의 조사에 의해 요르단 계약건이 조작되었음이 밝혀졌고 바로 검찰 수사를 받으며 구속신세를 면하지 못했다. 회사의 내부고발자의 전형적인 사례를 보여주는 인물이다.
- 천관웅

내부고발 사건 이후로 영업 3팀으로 발령이 났다. 본래 성격 좋고 노말한 과장으로써, 처음 발령시 내부고발 사건으로 인해 영업3팀에 기선제압을 시도하지만 곧 오 팀장에게 꾸지람을 듣고 제대로 영업3팀의 일원이 된다.

## 단행본
위즈덤하우스에서 나온 《미생》의 단행본은 9권으로 편집되어 나왔다.
- 1권 : 착수(착수 ~ 16수)
- 2권 : 도전(17수 ~ 33수)
- 3권 : 기풍(34수 ~ 49수)
- 4권 : 정수(50수 ~ 67수)
- 5권 : 요석(68수 ~ 83수)
- 6권 : 봉수[4](84수 ~ 99수)
- 7권 : 난국(100수 ~ 115수)
- 8권 : 사활(116수 ~ 130수)
- 9권 : 종국(131수 ~ 145수)